# Arbusow-Reaktion

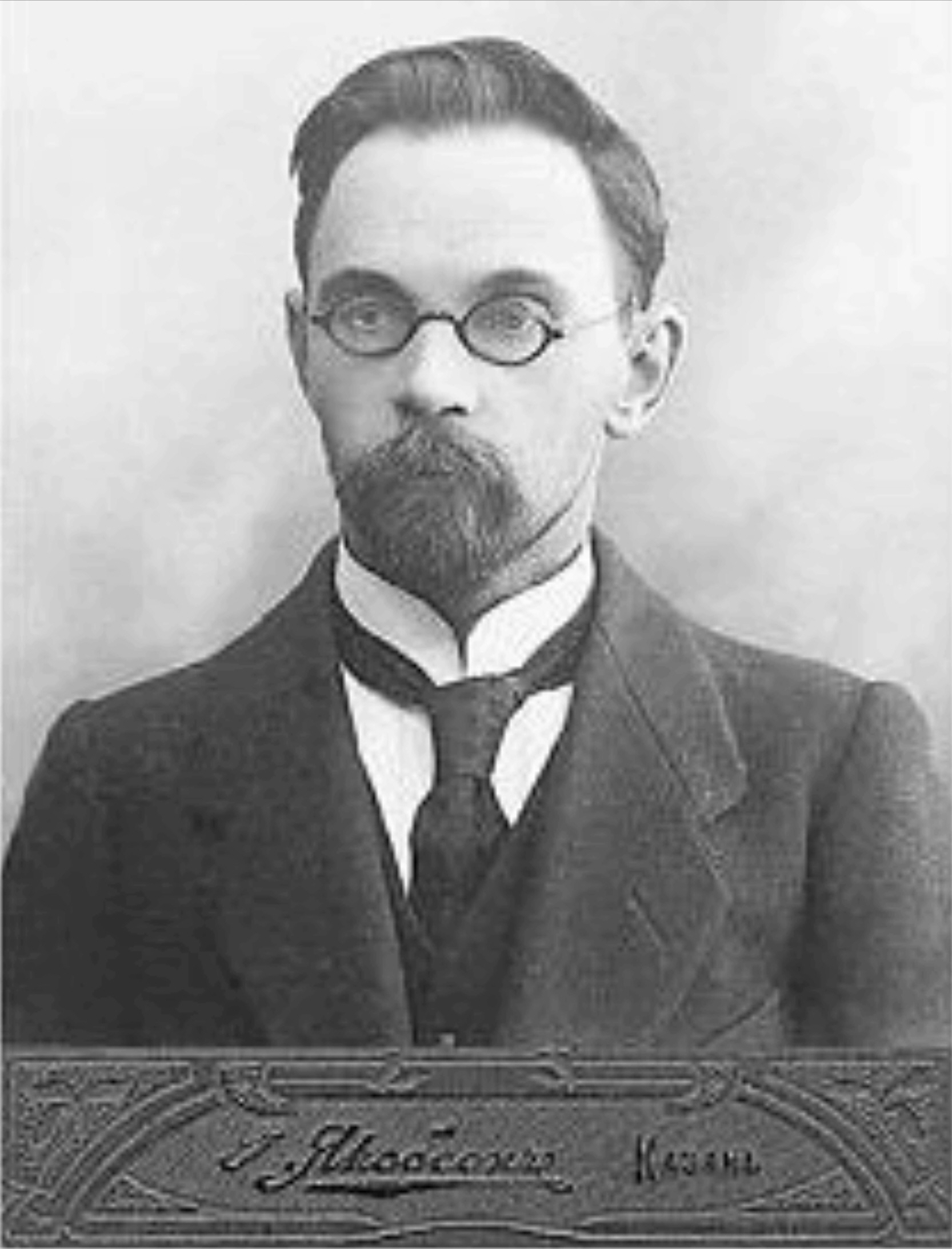
Alexander Arbusow (1914)

Die Arbusow-Reaktion oder Michaelis-Arbusow-Reaktion [häufig zu findende alternative Schreibweise Arbusov] ist eine Namensreaktion in der organischen Chemie. Sie wurde benannt nach dem russischen Chemiker Alexander Jerminingeldowitsch Arbusow (russisch: Александр Ерминингельдович Арбузов, 1877–1968) und dem deutschen Chemiker August Michaelis (1847–1916). Durch Umsetzung einer nucleophilen, dreiwertigen Phosphorverbindung mit einem Halogenalkan wird eine fünfwertige Phosphorverbindung mit einer neuen Phosphor-Kohlenstoff-Bindung erhalten.
Die Arbusow-Reaktion verläuft nach einem SN2-Mechanismus. Die Ausgangsverbindung wird durch Alkylierung am dreiwertigen Phosphor zunächst zum quartären Phosphoniumsalz. Durch Angriff des nucleophilen Gegenions an einer Alkoxygruppe wandelt sich dieses wenig stabile Intermediat unter Abspaltung eines Alkylhalogenids in die stabilere fünfwertige Phosphorverbindung um:

Mechanismus der Arbusow-Reaktion mit X = –Br, –I ; Y, Z = –O–R, –R
Eine weitere Triebkraft ist die oft während der Reaktion erfolgende destillative Entfernung des entstehenden Alkylhalogenids aus dem Reaktionsgleichgewicht. Praktisch geht man oft von Alkylchloriden (X = Cl) und Phosphorverbindungen mit Ethoxygruppen (–O–R = –O–C2H5) aus, damit als Nebenprodukt (R–X) das sehr leicht flüchtige Chlorethan entsteht.
Je nach Art von Y und Z werden verschiedene Produkte erhalten:

Michaelis-Arbusow Produkte
Mit Y und/oder Z = –S–R werden die Schwefelanaloga erhalten. Als Beispiel sei genannt Parathion. Allgemein wird diese Reaktion zur Herstellung von Insektiziden und gemäß den Genfer Konventionen verbotenen Nervenkampfstoffen (Sarin; Tabun) genutzt. Die Chemie der Phosphorsäureester wurde von Gerhard Schrader entscheidend geprägt.
Darüber hinaus ist diese Reaktion ein Verfahren zur Gewinnung von Reagenzien für die Horner-Wadsworth-Emmons-Reaktion.